# Джеймс Вайт Блек
Сер Джеймс Вайт Блек (англ. James Whyte Black; 14 червня 1924, Аддінгстон, Шотландія — 22 березня 2010) — шотландський фармаколог. Здобув популярність вивченням механізмів дії адрено-та гістамінових рецепторів. Його дослідження привели до створення нового класу противиразкових препаратів — [[Блокатори H2-рецепторів  блокаторів H 2-гістамінових рецепторів]], а також β-адреноблокатору анапріліну . Лауреат Нобелівської премії з фізіології і медицини 1988 року.

## Нагороди
- Орден заслуг